# 현역가왕3
《현역가왕3》는 MBN에서 12월에 방송될 예정인 예능 프로그램이다.

## 여담
- 2025년 7월 14일,〈현역가왕2〉종영 이후로 5개월 만에 제작 소식이 전해졌지만 10월 첫 녹화를 시작하여 12월 첫 방송 예정이라는 소식이 보도되었다. MBN은〈무명전설 - 트롯 사내들의 서열전쟁〉도 현재 참가자 모집 중이며 11월 방영 예정이라고 밝혔는데, 요일 편성 관련 소식은 아직 두 프로그램 모두 밝혀진 바 없다.

- 비슷한 시기에 편성이 확정된 TV조선의 미스트롯4와 경쟁하게 되었다.